# Разыскиваемый, разыскиваемая
«Разыскиваемый, разыскиваемая» (пол. Poszukiwany, poszukiwana), другое название: «Те, кого ищут» — польский художественный фильм, комедия 1972 года.

## Сюжет
Историк искусства Станислав Мария Рохович обвинён в том, что он украл картину из склада музея, в которым он работает. Вдобавок автор пропавшей картины верит, что грабёж совершён по заказу заграничного знатока искусства. Прокурор грозит 5 годами тюремного заключения, если в течение нескольких дней картина не будет найдена. Станислав решает скрыться в женском обличии. Как домработница «Марыся» он работает в разных домах странных людей, пока в шкафу бывшего начальника центрального управления музеев не отыскалась пропавшая картина. Однако домработница зарабатывает больше, чем историк искусства, итак, Станислав продолжает эту работу.

## В ролях
- Войцех Покора — Станислав Мария Рохович, историк искусства («Марыся»)
- Иоланта Бохдаль — Кася, жена Роховича
- Адам Мулярчик — Богдан Адамец, художник
- Анджей Красицкий — директор музея, начальник Роховича
- Войцех Семион — прокурор
- Богдан Лазука — инженер Равич, начальник Каси
- Веслав Голас — Веслав Карпел
- Мария Хвалибог — Карпелова
- Зофья Червиньская — предыдущая домработница Карпелов
- Ян Кобушевский — сантехник
- Збигнев Сковроньский — владелец Алекса
- Тадеуш Плюциньский — тренер
- Иоланта Воллейко — няня, подруга «Марыси»
- Витольд Калуский — Гурецкий
- Кристина Борович — Гурецкая
- Филип Лободзиньский — Антось, сын Гурецких
- Мечислав Чехович — «профессор»
- Мария Каневская — покупающая сахар
- Войцех Раевский — охранник в галерее
- Ежи Добровольский — вечный директор
- Барбара Рыльская — жена вечного директора
- Ян Коциняк — подчинённый вечного директора
- Станислав Барея — мужчина бегущий за машиной Роховича

## Дубляж на русский язык
Фильм дублирован на киностудии «Мосфильм».
- Игорь Ясулович, Олег Голубицкий, Павел Винник, Светлана Старикова, Владимир Ферапонтов, Георгий Георгиу и другие.